# Biblioteca Imperială din Constantinopol
Biblioteca Imperială din Constantinopol, plasată în capitala imperială a Imperiului Bizantin, a fost ultima dintre marile biblioteci ale lumii antice.